# Associazione Nazionale Pubbliche Assistenze
L'ANPAS (acronimo di Associazione Nazionale Pubbliche Assistenze) è un'organizzazione di volontariato senza fini di lucro diffusa su tutto il territorio italiano.
Al 2023, ad essa aderiscono 936 pubbliche assistenze e 317 sezioni.  A livello europeo Anpas fa parte della rete SAMI - Samaritan International.

## Storia
L'origine si colloca negli anni immediatamente successivi all'unità d'Italia.  Dapprima il fenomeno sorse spontaneamente, con iniziative non collegate tra loro in diversi centri della penisola. Sono gli anni in cui si sviluppano tutta una serie di iniziative nel campo sociale: cooperative, società, di mutuo soccorso, casse rurali ed artigiane. Esse rappresentavano la forma associativa che si fa carico dei bisogni in campo socio-assistenziale. L'esperienza scaturisce da un substrato connotato ideologicamente. In Italia centrale i cattolici si riconoscono nelle Misericordie, confraternite laicali di origine medioevale, accanto a queste, spesso in concorrenza con loro, nascono gruppi di matrice culturale diversa: mazziniana, socialista, ecc. Sarà proprio la necessità di coordinare tra di loro questi gruppi di volontariato che conduce ad un primo Congresso che si tiene a La Spezia nel 1892 con la presenza di 29 associazioni, per lo più toscane e liguri.
È proprio la Toscana la regione che vede il maggiore sviluppo di questo tipo di associazioni. Il loro campo di attività è non solo il trasporto di malati e feriti, ma forniscono anche servizi ambulatoriali, provvedono al trasporto dei defunti, organizzano gruppi di pompieri volontari. Con il nuovo secolo nasce la necessità di darsi una struttura organizzativa più stabile. Nel 1903 nasce l'Unione Regionale Toscana e nell'anno successivo a Spoleto la Federazione Nazionale delle Pubbliche Assistenze che verrà riconosciuta dallo stato come ente morale nel 1911.
Allo scoppio della prima guerra mondiale le associazioni aderenti sono circa 150, le vicende belliche segnano una momentanea battuta d'arresto, con la pace riprende la crescita del movimento che al Congresso di Fiume del 1924 vedrà rappresentate ben 218 associazioni federate. Durante il ventennio fascista, si perseguì una politica tesa a ricondurre sotto il controllo diretto dello stato tutte le attività, comprese quelle di volontariato. Per questo motivo le pubbliche assistenze, come tante altre libere associazioni, cessarono di esistere. Un regio decreto del 1930 trasferisce tutte le competenze connesse con il primo soccorso alla Croce Rossa Italiana sciogliendo le associazioni: si salvarono solo quelle poche che in precedenza erano riuscite ad ottenere la personalità giuridica.
Al crollo del regime, le pubbliche assistenze riprendono un po‘ dappertutto la loro attività secondo gli schemi originari. Già nel secondo dopoguerra italiano al Congresso di Milano del 1946 il movimento che si ricostituisce può contare sulla presenza di 64 associazioni. Il grosso slancio alla crescita avviene però a partire dalla fine degli anni '70 e dura fino ad oggi. Vengono superati anche i confini tradizionali che vedevano concentrate le pubbliche assistenze in poche regioni: Toscana, Emilia, Liguria e qualcosa in Piemonte e in Lombardia.
Nel frattempo, nel 1987, è stato cambiato anche il nome dall'originario "Federazione Nazionale” all'attuale "Associazione Nazionale". Non è soltanto una questione linguistica: questo fatto indica la ricerca di uno sforzo unitario che, lasciando a ciascuna associazione aderente la propria autonomia, può permettere al movimento di farsi riconoscere ed apprezzare come tale su tutto il territorio nazionale. Il 1 febbraio 2023, l'associazione viene iscritta al Registro unico del Terzo Settore come ODV (Organizzazione di Volontariato) e rete associativa nazionale.

## Attività

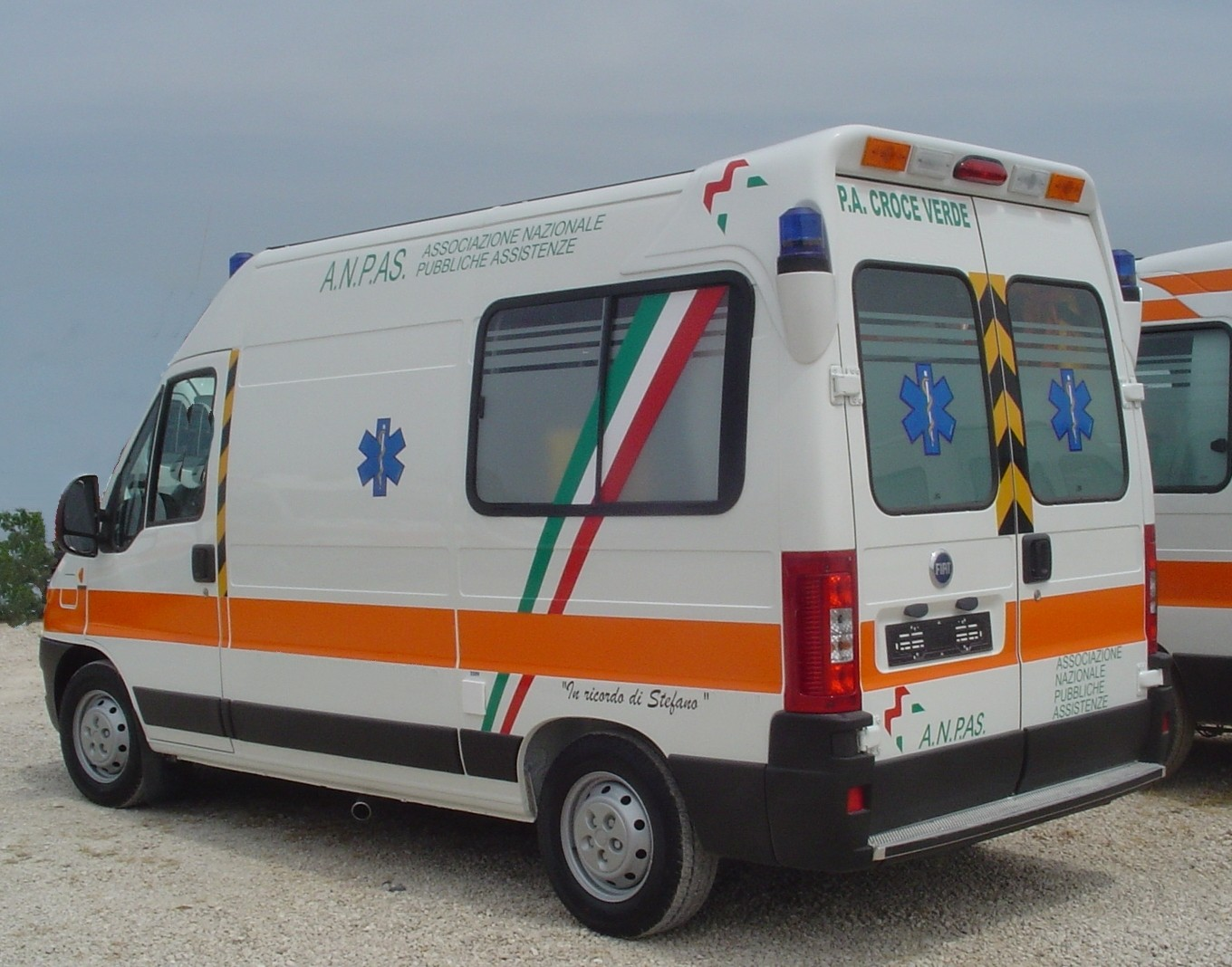
Un'ambulanza ANPAS, decorata con le caratteristiche fascia e croce tricolore

L'attività principale delle Pubbliche Assistenze è quella del primo soccorso e del trasporto sociosanitario programmato o di emergenza. In questo senso ANPAS, in convenzione con le ASL e gli Enti locali, collabora al corretto funzionamento di servizi di pubblica utilità quali:
- Servizio 118 - Emergenza Sanitaria
- Servizi di ambulanza per trasporto ordinario e programmato
- Servizi di trasporto sociosanitario con mezzi diversi dalle ambulanze
- Guardia medica
- Servizi ambulatoriali
- Prelievo e Donazione di sangue
- Centri diurni per anziani e diversamente abili
- Protezione civile
- Onoranze funebri
- Solidarietà e adozioni internazionali
- Salvaguardia, difesa e soccorso agli animali
- Formazione e inserimento lavorativo per cittadini socialmente svantaggiati

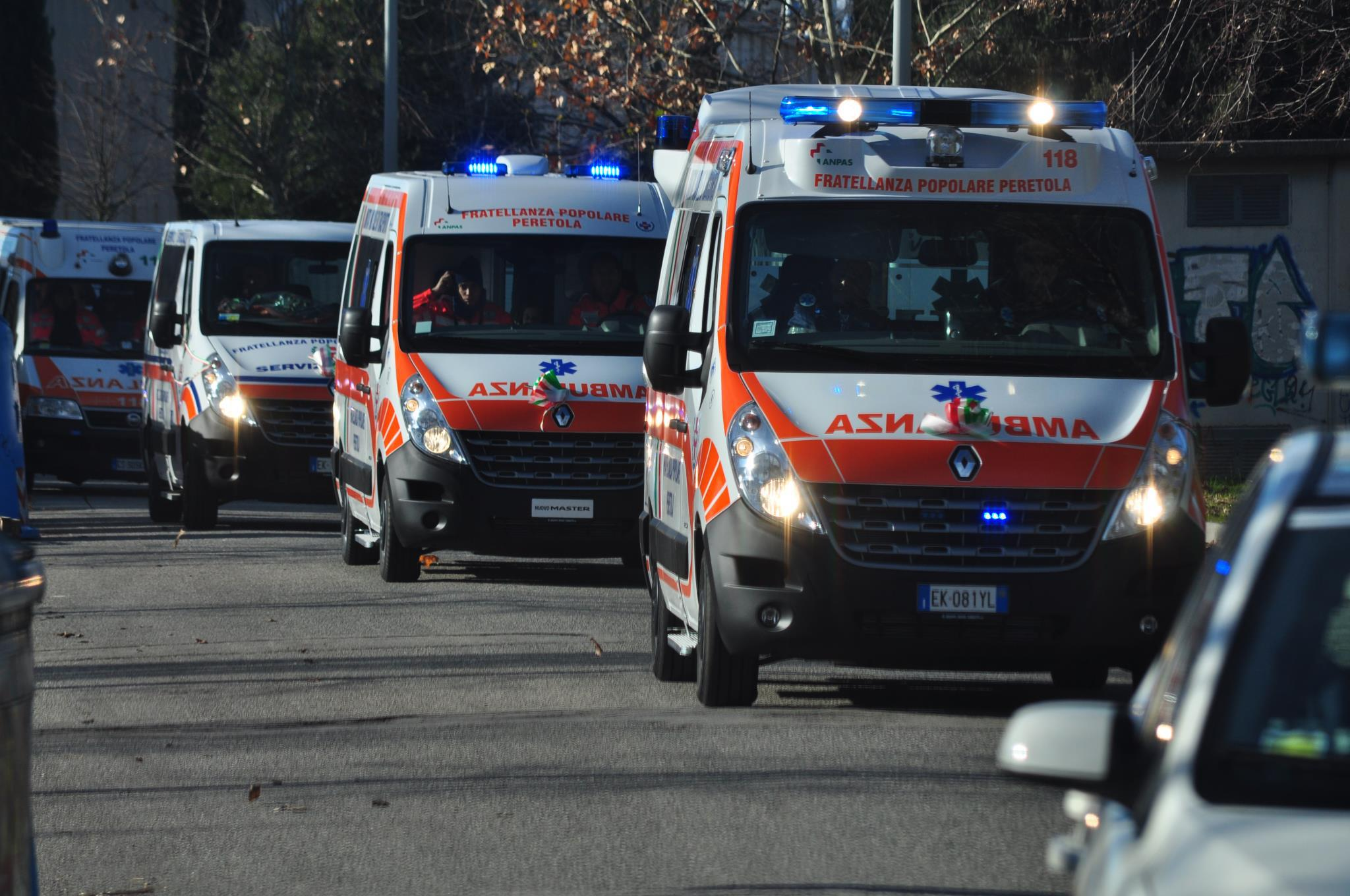
Ambulanze dell'Associazione Fratellanza Popolare Peretola

L'associazione disponeva di convenzioni con l'Ufficio Nazionale per il Servizio civile per l'impiego di obiettori di coscienza, ed è anche accreditata quale ente di servizio civile per l'impiego di volontari. Ha svolto attività internazionali quali l'accoglienza, la spedizione di aiuti e di assistenza sociosanitaria in diversi paesi: ex-Jugoslavia, Černobyl', Bulgaria, Sahrawi.

## Adesione a reti e partecipazione a tavoli istituzionali
ANPAS è componente di
- Consiglio Nazionale del Terzo Settore
- Comitato delle Associazioni Nazionali di Protezione Civile (presso il Dipartimento Nazionale delle Protezione Civile)
- Consulta Nazionale Servizio Civile

ANPAS aderisce a:
- Associazione Nazionale Libera
- SAMI – Samaritan International
- Banca Popolare Etica
- Comitato editoriale VITA
- TERZjus – Osservatorio di diritto del Terzo Settore
- UNI - Ente Italiano di Normazione
- COPASS - Cooperativa Pubbliche Assistenze Soccorso Socio Sanitario
- RUIAP - Rete Universitaria Italiana per l’Apprendimento Permanente

## Cronologia dei presidenti
- Luigi Filippo Paletti (dal 1904 al 1922)
- Cesare Lari (dal 1922 al 1930)
- Ezio Pontremoli (dal 1946 al 1947)
- Alessandro Zanchi (dal 1947 al 1954)
- Vittore Menichelli (dal 1954 al 1956)
- Eugenio Maurizio (dal 1956 al 1958)
- Acrisio Bianchini (dal 1958 al 1972)
- Enzo Fossi (dal 1972 al 1974)
- Vasco Puccini (dal 1974 al 1978)
- Patrizio Petrucci (dal 1978 al 1994)
- Luciano Dematteis (dal 1994 al 1996)
- Luigi Bulleri (dal 1996 al 2004)
- Fausto Casini (dal 2004 al 2013)
- Fabrizio Pregliasco (dal 2013 al 2022)
- Niccolò Mancini (dal 2022)

## Meeting nazionali della solidarietà ANPAS
- 2000, Firenze (1ª edizione)
- 2001, Genova (2ª edizione)
- 2002,  Modena (3ª edizione)
- 2003, Cagliari (4ª edizione)
- 2004, Torino (5ª edizione)
- 2005, Padova (6ª edizione)
- 2006, Siderno, Goiosa Jonica - Locri (7ª edizione)
- 2007, Ancona (8ª edizione)
- 2008, Teramo - L'Aquila (9ª edizione)
- 2009, Enna (10ª edizione)
- 2010, L'Aquila (11ª edizione)
- 2011, Milano (12ª edizione)
- 2012, Bari (13ª edizione)
- 2013, Bologna - Mirandola (14ª edizione)
- 2015, Versilia (Pietrasanta, Viareggio) (15ª edizione)
- 2017, Castelnuovo di Porto, Roma (16ª edizione)
- 2019, Chatillon, Aosta (17ª edizione)
- 2024, San Rossore, Pisa (18ª edizione)

## Conferenze nazionali di Organizzazione ANPAS
- 1999, Rimini (6ª edizione)
- 2002, Sirolo (7ª edizione)
- 2005, Livorno (8ª edizione)
- 2008, Viareggio (9ª edizione)
- 2011, Firenze (10ª edizione)
- 2016, Genova (11ª edizione)
- 2018, Bologna (12ª edizione)

## Convention nazionale delle pubbliche assistenze
- 2023, Riccione "CONVERS-azioni"

## Giornata nazionale delle pubbliche assistenze
- 24 Ottobre: Giornata nazionale delle pubbliche assistenze Anpas.